# 大興政府合署

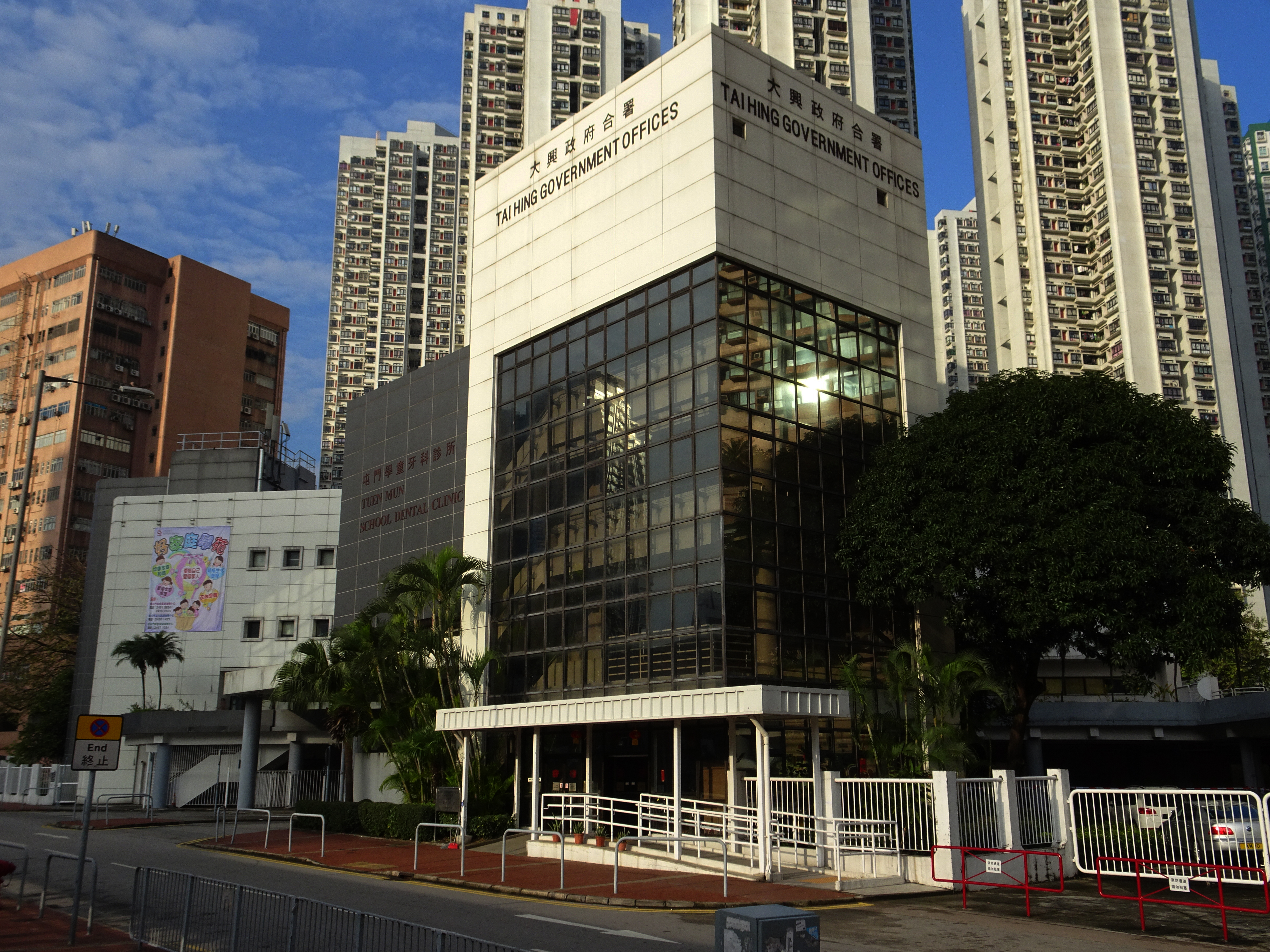
大興政府合署

大興政府合署（英語：Tai Hing Government Offices），是香港政府的一座辦公大樓，位於香港新界屯門震寰路16號，毗鄰屯門學童牙科診所，鄰近大興花園、卓爾居及蔡意橋，在內辦公的部門包括社會福利署、勞工處、政府產業署等。

## 外部連結
- 大興政府合署 - 香港地區資訊索引